# Liste der Monuments historiques in Montaigu-Vendée
Die Liste der Monuments historiques in Montaigu-Vendée führt die Monuments historiques in der französischen Gemeinde Montaigu-Vendée auf.

## Liste der Bauwerke
| Bezeichnung                 | Beschreibung | Standort                       | Kennzeichnung | Schutzstatus | Datum | Bild           |
| --------------------------- | ------------ | ------------------------------ | ------------- | ------------ | ----- | -------------- |
| Manoir de la Roche-Thévenin |              | La Roche-Thévenin (Lage)       | PA00110313    | Inscrit      | 1992  |                |
| Schloss Montaigu            |              | Montaigu (Lage)                | PA85000042    | Inscrit      | 2011  |                |
| Pont de Boisseau            |              | Route nationale 137 (Lage)     | PA00110234    | Inscrit      | 1984  |                |
| Kirche Saint-Hilaire        |              | Saint-Hilaire-de-Loulay (Lage) | PA85000031    | Inscrit      | 2007  | weitere Bilder |
| Pont de Sénard              |              | C.D. 77 (Lage)                 | PA00110247    | Classé       | 1984  | weitere Bilder |

## Liste der Objekte

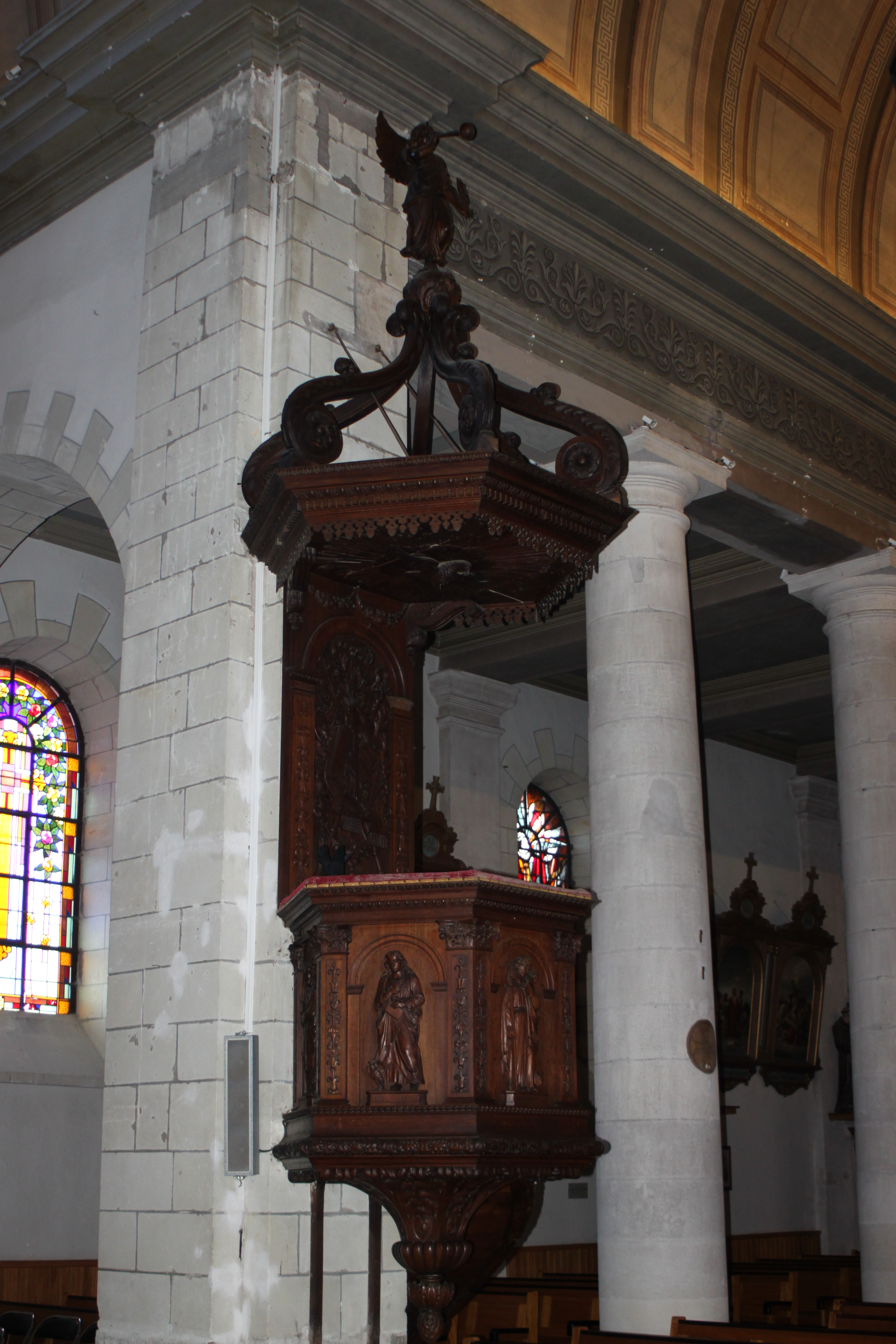
Kanzel aus dem Jahr 1847 in der Kirche St-Hilaire in Saint-Hilaire-de-Loulay

- Monuments historiques (Objekte) in Boufféré in der Base Palissy des französischen Kultusministeriums
- Monuments historiques (Objekte) in Montaigu in der Base Palissy des französischen Kultusministeriums
- Monuments historiques (Objekte) in Saint-Hilaire-de-Loulay in der Base Palissy des französischen Kultusministeriums